# جیمی دیکنسون (بازیکن فوتبال، زاده ۱۸۹۹)
جیمی دیکنسون (انگلیسی: Jimmy Dickinson; ۱۱ نوامبر ۱۸۹۹ – ۱۹۷۱ (۷۱−۷۲ سال)) بازیکن فوتبال اهل بریتانیا بود.
از باشگاه‌هایی که در آن بازی کرده‌است می‌توان به باشگاه فوتبال نوریچ سیتی و باشگاه فوتبال پلیموث آرگیل اشاره کرد.